# Volkstagswahl in Danzig 1933
- KPD: 5
- SPD: 13
- Polen: 1
- Moczynski: 1
- Z: 10
- DNVP: 4
- NSDAP: 38

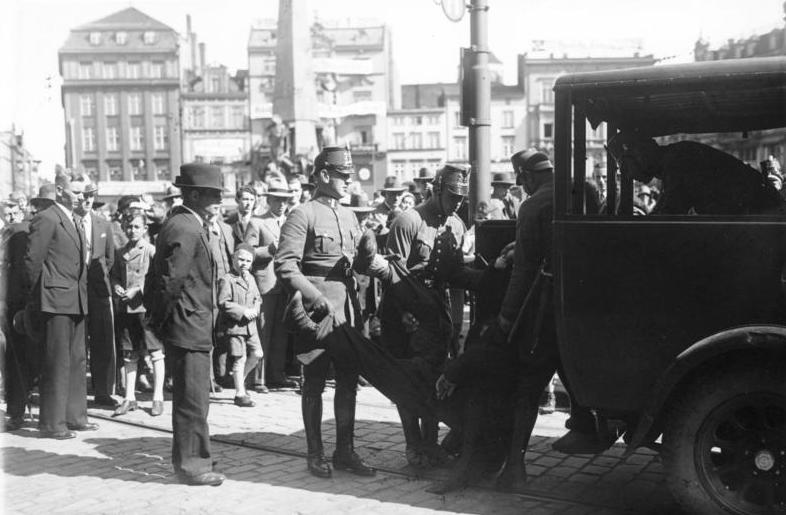
Propaganda-Bild des NSDAP-Senats der Wahl. Originalbeschreibung: „Ein Störenfried wird am Wahltag in Danzig von der Polizei verhaftet.“

Die Wahl zum 5. Volkstag in der Freien Stadt Danzig am 28. Mai 1933 war geprägt durch die Machtergreifung der Nationalsozialisten im Reich und führte zu einer absoluten Mehrheit der NSDAP auch in Danzig. Es war die letzte freie Wahl in der Freien Stadt Danzig.

## Ausgangssituation
In der Wahl zum 4. Volkstag am 16. November 1930 hatte sich weder einer Mehrheit für die linken noch eine für die bürgerlichen Parteien ergeben. Die NSDAP, die 12 Mandate errungen hatte, war Zünglein an der Waage geworden. Deutschnationale, Zentrum und Liberale bildeten den neuen Senat Ziehm, der von den Nationalsozialisten toleriert wurde. Im Herbst 1931 wurde in der NSDAP ein Sturz des Senates Ziehm diskutiert, Adolf Hitler entschied sich jedoch dagegen. Ende 1932 änderte Hitler seine Meinung und man wartete auf einen Anlass. Mit der Ernennung Hitlers zum Reichskanzler im Januar 1933 sah die NSDAP die Zeit gekommen. Sie entzog dem Senat Ziehm das Vertrauen und bot an, in einen gemeinsamen Senat mit den bürgerlichen Parteien einzutreten, wenn Hermann Rauschning Senatspräsident würde und die NSDAP den Innensenator stellen würde. Die bürgerlichen Parteien lehnten dies ab und der Senat trat geschlossen zurück. Er blieb noch bis zum 20. Juni 1933 geschäftsführend im Amt.
Die Wahl 1933 stand unter dem Einfluss der Weltwirtschaftskrise, der auch in Danzig zu Arbeitslosigkeit, Sozialkürzungen und Unternehmenszusammenbrüchen geführt hatte. Wichtiger Einflussfaktor war aber auch die Machtergreifung der Nationalsozialisten im Reich.

## Der Wahlkampf
Der Wahlkampf der NSDAP wurde mit viel Brutalität geführt. Viele Wahlveranstaltungen der Kommunisten und der demokratischen Parteien wurden gesprengt, und die SA verübte eine Vielzahl von Gewalttaten im Wahlkampf.
Die Danziger Neusten Nachrichten, die bisher der DNVP nahegestanden hatten, berichteten nun im Sinne der Nationalsozialisten. Auch hatte die NSDAP nach der Regierungsübernahme im Reich einen massiven Mitgliederzuwachs erfahren.

## Die Wahl
|                                                                  |           |         |        |       |
| 28. Mai 1933, Wahl zum 5. Volkstag                               | Stimmen   | Stimmen | Sitze  | Sitze |
| 28. Mai 1933, Wahl zum 5. Volkstag                               | überhaupt | v.H.    | überh. | v.H.  |
| Wahlberechtigte                                                  | 233.842   | 57,38   |        |       |
| Wähler                                                           | 215.341   |         |        |       |
| Wahlbeteiligung                                                  |           | 92,09   |        |       |
| ungültige Stimmen                                                | 1.213     | 0,56    |        |       |
| gültige Stimmen                                                  | 214.128   | 99,44   | 72     |       |
| davon:                                                           |           |         |        |       |
| Nationalsozialistische Deutsche Arbeiter-Partei (Hitlerbewegung) | 107.331   | 50,12   | 38     | 52,78 |
| Sozialdemokratische Partei der Freien Stadt Danzig               | 37.882    | 17,69   | 13     | 18,06 |
| Zentrumspartei                                                   | 31.336    | 14,63   | 10     | 13,89 |
| Kommunistische Partei                                            | 14.566    | 6,80    | 5      | 6,94  |
| Deutschnationale Volkspartei                                     | 13.596    | 6,35    | 4      | 5,56  |
| Polen                                                            | 4.358     | 2,04    | 1      | 1,39  |
| Polnische Liste Doktor Moczynski                                 | 2.385     | 1,11    | 1      | 1,39  |
| Jungdeutsche Bewegung                                            | 1.698     | 0,79    | -      | -     |
| Deutsch-Danziger Hausbesitzerpartei                              | 976       | 0,46    | -      | -     |

## Nachwahlentwicklung
Nachdem die Nationalsozialisten eine absolute Mehrheit der Stimmen und 38 von 72 Mandaten im Volkstag erhalten hatten, wurde Hermann Rauschning (NSDAP) neuer Senatspräsident. Der Senat Rauschning bestand ausschließlich aus NSDAP-Mitgliedern. Nach dem Vorbild des Reiches wurde ein Ermächtigungsgesetz beschlossen und eine Reihe von Gesetzen zur Gleichschaltung erlassen, die im Widerspruch zur Danziger Verfassung standen. Die Oppositionsfraktionen wandten sich mit diesbezüglichen Beschwerden an den Völkerbund (dieser war die Garantiemacht für die Freie Stadt Danzig). Allerdings ergriff der Völkerbund keine Maßnahmen.
Die vorgezogene Volkstagswahl in Danzig 1935 stand unter dem Eindruck nationalsozialistischen Terrors und massiver Wahlfälschung und war daher keine freie Wahl mehr.